# Анз
Анз (англ. Anz, араб. عنز) — поселення в Сирії, що складає невеличку друзьку общину в нохії Аль-Гарія, яка входить до складу мінтаки Сальхад в південній сирійській мухафазі Ас-Сувейда.